# Reserva Mala Mala
Mala Mala é uma reserva de caça localizada dentro da reserva Sabi Sand, província de Mpumalanga, África do Sul. É a maior reserva privada destinada à caça dos big five na África do Sul. Abrange cerca de 330 km² de terra.
A Reserva Sabi Sand Game que, juntamente com alguns outros parques compõem o Parque Nacional Grande Kruger.

## Vida selvagem
A reserva é o lar de muitos animais silvestres, incluindo os Big Five. Era o lar do Tjololo, um leopardo famoso.

## Alojamento
Ele é composto de muitos campos:
- Mala Mala main camp
- Mala Mala Sable camp
- Mala Mala Rattray's camp

O aeroporto mais próximo é Aeroporto de Mala Mala e os voos comerciais regulares são realizados no Aeroporto Internacional Kruger de Mpumalanga